# 碧綠色
碧綠色，是一種介乎綠色和深藍之間的顏色，為青色的一種。在英语等欧洲语言中，因这种顏色接近礦物海藍寶石而命名。藍綠色也是代表加拿大政黨魁北克聯邦黨的黨色。